# Carlo Sini

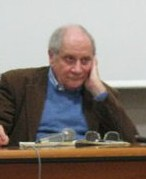

Carlo Sini (* 6. Dezember 1933 in Bologna) ist ein italienischer Philosoph.

## Biografie
1960 schloss er ein Studium bei Enzo Paci mit einer Doktorarbeit über »Die Dialektik in Hegels Phänomenologie des Geistes« ab. Danach übernahm er Dozenturen im Bereich der Philosophie, Geschichte, Literatur und Musik, unter anderem an der Universität L’Aquila, wo er von 1968 bis 1976 Geschichtsphilosophie und Philosophiegeschichte lehrte.
Sini übernahm 1976 den Lehrstuhl für Theoretische Philosophie an der Staatlichen Universität Mailand (La Statale) als Nachfolger von Enzo Paci.
Er ist korrespondierendes Mitglied der Accademia Nazionale dei Lincei, Mitglied des »Institut International de Philosophie« von Paris, Italienkorrespondent des »Husserl-Archiv« an der Universität Leuven, er hielt Seminare und Vorträge in den USA, Kanada, Argentinien und in anderen europäischen Ländern. 1988 war er zusammen mit Karl Popper und Jacques Derrida Preisträger des 10. Premio Internazionale Federico Nietzsche der italienischen Nietzsche-Gesellschaft.

## Lehre
In seinen Werken führte er, von Husserl und Whitehead ausgehend, die Philosophie Heideggers, Nietzsches und Wittgensteins in einen neuen Zusammenhang. Durch die Entdeckung der Philosophie und Semiotik von Peirce, die er als einer der ersten in Italien bekannt machte, entstand die Möglichkeit, die Grenzen der Metaphysik nicht als Endpunkt, sondern als »bewohnbaren« Zwiespalt zu verstehen. Im Lichte der »unendlichen Semiose« legte Sini einen Wahrheitsbegriff frei, der über die wissenschaftliche Teil-Erfassung hinaus wieder zum Leben und Erfahren zurückkehrt. Werke Sinis stellen die Frage nach der Schriftlichkeit als der eigentlichen Urheberin der Fähigkeit zum Denken einerseits und der Denkunfähigkeit der Wissenschaften andererseits. Das Schreiben selbst ist das Ereignis der Philosophie, innerhalb dessen sich jedes Mal ein Subjekt aus Nichts konstituiert.

## Werke
- I Greci e noi. Mit Giovanni Emanuele Barié. Milano: NABA - Nuova Accademia di Belle Arti 1959.
- Whitehead e la funzione della filosofia (Marsilio Editore, Padova 1965)
- Introduzione alla fenomenologia come scienza (Lampugnani Nigri, Milano 1965)
- Storia della filosofia in 3 volumi (Morano editore, Napoli 1968)
- Il pragmatismo americano. Laterza editore, Roma-Bari 1972
- Semiotica e filosofia: segno e linguaggio in Peirce, Nietzsche, Heidegger e Foucault. Bologna: Il Mulino  1978, 1990.
- Passare il segno. Il Saggiatore, Milano 1981
- Kinesis. Saggio d'interpretazione (Spirali, Milano 1982)
- Metodo e filosofia (Unicopli, Milano 1986)
- Il silenzio e la parola (Marietti, Genova 1989)
- I Segni dell'anima (Laterza, Bari 1989)
- Immagini di verità. Dal segno al simbolo (Spirali, Milano 1985, 1990)
- Il simbolo e l'uomo (Egea, Milano 1991)
- L'espressione e il profondo (Lanfranchi, Milano 1991)
- Etica della scrittura (Il Saggiatore, Milano 1992) (Mimesis, Milano 2009)
- Pensare il progetto (Tranchida, Milano 1992)
- Filosofia teoretica (Jaca Book, Milano 1992)
- Variazioni sul foglio-mondo. Peirce, Wittgenstein, la scrittura, con Rossella Fabbrichesi Leo (Hestia, Como 1993)
- L' incanto del ritmo. Tranchida, Milano 1993.
- Filosofia e scrittura (Laterza, Roma-Bari 1994)
- Scrivere il silenzio: Wittgenstein e il problema del linguaggio (Egea, Milano 1994)
- Teoria e pratica del foglio-mondo (Laterza, Roma-Bari 1997)
- Gli abiti, le pratiche, i saperi  (Jaca Book, Milano 1996, 2003)
- Scrivere il fenomeno: fenomenologia e pratica del sapere (Morano, Napoli 1999)
- Ragione. Bologna: Clueb 2000.
- Idoli della conoscenza. Milano: Cortina Milano 2000.
- La libertà, la finanza, la comunicazione. Milano: Spirali 2001.
- La scrittura e il debito: conflitto tra culture e antropologia.Jaca Book, Milano 2002.* Il comico e la vita (Jaca book, Milano 2003)
- Figure dell'enciclopedia filosofica. Transito verità (Jaca Book, Milano 2004–2005) in 6 volumi: 1: L' analogia della parola: filosofia e metafisica; 2: La mente e il corpo: filosofia e psicologia; 3: origine del significato: filosofia ed etologia; 4: La virtù politica: filosofia e antropologia; 5: Raccontare il mondo: filosofia e cosmologia; 6: Le arti dinamiche: filosofia e pedagogia
- La materia delle cose: filosofia e scienza dei materiali (Cuem, Milano 2004)
- Archivio Spinoza. La verità e la vita (Edizioni Ghibli, Milano 2005)
- Del viver bene : filosofia ed economia (Cuem, Milano 2005)
- Distanza un segno : filosofia e semiotica. Cuem, Milano 2006.
- Il gioco del silenzio. Mondadori, Milano, 2006.
- Il segreto di Alice e altri saggi (AlboVersorio, Milano 2006)
- Eracle al bivio. Semiotica e filosofia (Bollati Boringhieri, Torino, 2007)
- Da parte a parte. Apologia del relativo. Edizioni ETS, Pisa, 2008.
- L'uomo, la macchina, l'automa: lavoro e conoscenza tra futuro prossimo e passato remoto (Bollati Boringhieri, Torino, 2009)
- L'Eros dionisiaco (AlboVersorio, Milano, 2011)
- Figure d'Occidente. Platone, Nietzsche e Heidegger (mit  Massimo Donà und Salvatore Natoli, Einführung von  Ersamo Silvio Storace) (AlboVersorio, Milano 2011)
- La nascita di Eros (AlboVersorio, Milano, 2012)
- Scrivere il silenzio: Wittgenstein e il problema del linguaggio (Castelvecchi, Roma 2013)
- Spinoza. Book Time, Milano 2013.

## Sekundärliteratur
- Thomas Eggensperger: Italienische Philosophie der Gegenwart: ein Überblick, Freiburg, Alber, 2004.
- Enrico Redaelli: Il nodo dei nodi. L'esercizio del pensiero in Vattimo, Vitiello, Sini, Ets, Pisa 2008.
- Il filosofo e le pratiche. In dialogo con Carlo Sini (a cura di E.Redaelli, con scritti di L. Brovelli, P. Crippa, E. Della  Valle, E. Redaelli),  Milano, CUEM.
- Vincenzo Comerci: Filosofia e mondo. Il confronto di Carlo Sini, Milano, Mimesis, 2010.